# العلاقات البولندية السورينامية
العلاقات البولندية السورينامية هي العلاقات الثنائية التي تجمع بين بولندا وسورينام.

## مقارنة بين البلدين
هذه مقارنة عامة ومرجعية للدولتين:
| وجه المقارنة                                              | بولندا                                                                             | سورينام                        |
| --------------------------------------------------------- | ---------------------------------------------------------------------------------- | ------------------------------ |
| المساحة (كم2)                                             | 312.68 ألف                                                                         | 163.27 ألف                     |
| عدد السكان (نسمة)                                         | 38.43 مليون                                                                        | 563.40 ألف                     |
| الكثافة السكانية (ن./كم²)                                 | 122.91                                                                             | 3.45                           |
| العاصمة                                                   | وارسو                                                                              | باراماريبو                     |
| اللغة الرسمية                                             | اللغة البولندية                                                                    | اللغة الهولندية                |
| العملة                                                    | زلوتي بولندي                                                                       | دولار سورينامي، غيلدر سورينامي |
| الناتج المحلي الإجمالي (بليون دولار)                      | 524.51 مليار                                                                       | 3.32 مليار                     |
| الناتج المحلي الإجمالي (تعادل القوة الشرائية) بليون دولار | 1.02 تريليون                                                                       | 9.07 مليار                     |
| الناتج المحلي الإجمالي الاسمي للفرد دولار أمريكي          | 12.55 ألف                                                                          | 9.48 ألف                       |
| الناتج المحلي الإجمالي للفرد دولار أمريكي                 | 26.14 ألف                                                                          | 16.64 ألف                      |
| مؤشر التنمية البشرية                                      | 0.843                                                                              | 0.714                          |
| رمز المكالمات الدولي                                      | +48                                                                                | +597                           |
| رمز الإنترنت                                              | .pl                                                                                | .sr                            |
| المنطقة الزمنية                                           | توقيت وسط أوروبا، ت ع م+01:00، ت ع م+02:00، أوروبا/وارسو ‏، توقيت وسط أوروبا الصيفي | 00                             |

## منظمات دولية مشتركة
يشترك البلدان في عضوية مجموعة من المنظمات الدولية، منها:
| علم المنظمة | اسم المنظمة                        | تاريخ انضمام بولندا | تاريخ انضمام سورينام |
| ----------- | ---------------------------------- | ------------------- | -------------------- |
|             | يونسكو                             | 6 نوفمبر 1946       | 16 يوليو 1976        |
|             | وكالة ضمان الاستثمار متعدد الأطراف | 29 يونيو 1990       | 2 يوليو 2003         |
|             | الأمم المتحدة                      | 24 أكتوبر 1945      | 4 ديسمبر 1975        |
|             | الاتحاد البريدي العالمي            | 1 مايو 1919         | ?                    |
|             | البنك الدولي للإنشاء والتعمير      | 27 يونيو 1986       | 27 يونيو 1978        |
|             | المنظمة الهيدروغرافية الدولية      | ?                   | ?                    |
|             | الاتحاد الدولي للاتصالات           | 1921                | 15 يوليو 1976        |
|             | منظمة حظر الأسلحة الكيميائية       | ?                   | ?                    |
|             | مؤسسة التمويل الدولية              | 29 ديسمبر 1987      | 1 سبتمبر 2011        |
|             | منظمة التجارة العالمية             | 1 يوليو 1995        | ?                    |
|             | منظمة الشرطة الجنائية الدولية      | ?                   | ?                    |

## وصلات خارجية
- موقع وزارة الخارجية البولندية
- موقع وزارة الخارجية السورينامية